# Уяндина
Уя́ндина (якут. Уйаандьы) — река в России, протекает по территории Якутии. Образуется при слиянии рек Бакы и Иргичан, впадает в реку Индигирку на 599 км от её устья.

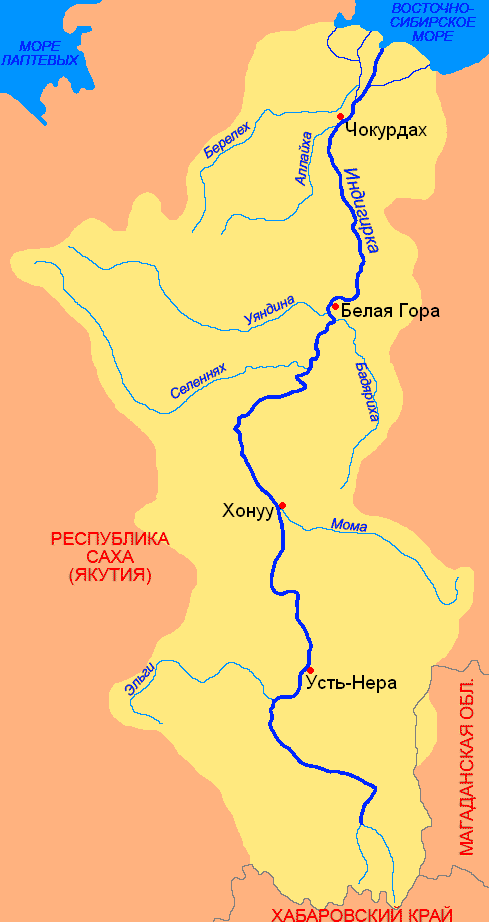
бассейн реки Индигирка

Протекает по Абыйской низменности, на территории Усть-Янского и Абыйского улусов. Длина реки — 586 км. Площадь водосборного бассейна разные источники оценивают по-разному, в одних источниках она оценивается в 177 000 км², тогда как в других источниках, её площадь оценивается в 41 000 км².
Русло реки сильно извилистое, замерзает в октябре, вскрывается в конце мая — начале июня, характерны наледи. Река не судоходна. В нижнем течении большое количество озёр, в том числе такие крупные как Киллем, Отто-Оттох, Арга-Кюель, Арга-Талахтах и Максима. Высота истока выше 169 метров над уровнем моря. Высота устья около 23 метров над уровнем моря.
В 2015 году на реке Уяндина в вечной мерзлоте на территории Абыйского района были впервые обнаружены две мумии детёнышей пещерного льва.

## Притоки
Основные притоки (указано расстояние от устья):
- 16 км: Ары-Тумус
- 36 км: Хачимчер
- 114 км: Тирехтях
- 170 км: Хатынгнах
- 309 км: Буор-Юрях
- 316 км: Жёлтая
- 384 км: Бырыллылах
- 408 км: Таландя
- 419 км: Аччыгый-Тирехтях
- 438 км: Уэся-Тирехтях
- 449 км: Кюрюнне
- 451 км: Тирехтях-Юрюе
- 463 км: Нялгой
- 468 км: Тёгюрген
- 470 км: Тирэхтээх
- 470 км: Эпилог
- 487 км: Калгын
- 489 км: Турах (река)
- 496 км: Тарынг-Юрях
- 502 км: Инач
- 513 км: Дяхтардах
- 518 км: Себакчан
- 519 км: Намысах
- 539 км: Тирехтях
- 542 км: Элгандя
- 550 км: Хебгырчан-Окатын
- 558 км: Быллаат
- 571 км: Дьаргаалаах-Элгээн
- 576 км: Оймякон
- 586 км: Иргичан
- 586 км: Бакы

## Данные водного реестра
По данным государственного водного реестра России и геоинформационной системы водохозяйственного районирования территории РФ, подготовленной Федеральным агентством водных ресурсов:
- Бассейновый округ — Ленский
- Речной бассейн — Индигирка
- Водохозяйственный участок — Индигирка от впадения реки Момы до водомерного поста Белая Гора